# Тарська єпархія
Тарська єпархія — єпархія Російської православної церкви на території Большерєченського, Большеуковського, Знам'янського, Колосовського, Крутинського, Саргатського, Тарського, Тевризського, Тюкалінського, Усть-Ішимського районів Омської області. Входить до складу Омської митрополії.

## Історія
У квітні 1920 року новохіротонісаний єпископ Омський Димитрій (Бєліков) запросив ієромонаха Мануїла (Лемешевського) до себе як вікарного єпископа з титулом Тарський. А втім, Тарське вікаріатство засновано не було.
Створена єпархія рішенням Священного синоду РПЦ від 6 червня 2012 року виділенням зі складу Омської єпархії з включенням до складу новоутвореної Омської митрополії. Тоді ж правлячим архієреєм був обраний клірик Омської єпархії ігумен Савватій (Загребельний).

## Архієреї
- Савватій (Загребельний) (з 21 липня 2012)